# Erin Routliffe
Erin Routliffe (nació el 11 de abril de 1995 en Auckland) es una tenista profesional neozelandesa que destaca en la modalidad de dobles en la que ha llegado a ser número 1 del mundo. Anteriormente representó a Canadá ya que nació en Ontario.
En julio de 2024 lograría situarse por primera vez cómo número 1 del mundo en dobles tras llegar a la final de Wimbledon con su compañera Gabriela Dabrowski. No pudieron lograr el título que se llevaron la checa, Kateřina Siniaková y la estadounidense Taylor Townsend.

## Torneos de Grand Slam

### Dobles

#### Títulos (1)
| Año  | Torneo             | Pareja             | Oponentes en la final          | Resultado   |
| 2023 | Abierto de EE. UU. | Gabriela Dabrowski | Laura Siegemund Vera Zvonareva | 7-6(9), 6-3 |

#### Finalista (1)
| Año  | Torneo    | Pareja             | Oponentes en la final              | Resultado      |
| 2024 | Wimbledon | Gabriela Dabrowski | Kateřina Siniaková Taylor Townsend | 6-7(5), 6-7(1) |

## Títulos WTA (11; 0+11)

### Dobles (11)
| Leyenda                                |
| -------------------------------------- |
| Grand Slam (1)                         |
| Juegos Olímpicos (0)                   |
| WTA Finals (1)                         |
| P. Mandatory & Premier 5, WTA 1000 (2) |
| Premier, WTA 500 (3)                   |
| International, WTA 250 (4)             |

| N.º | Fecha                    | Torneo                    | Superficie            | Pareja               | Oponentes en la final               | Resultado           |
| --- | ------------------------ | ------------------------- | --------------------- | -------------------- | ----------------------------------- | ------------------- |
| 1.  | 25 de julio de 2021      | Palermo                   | Tierra batida         | Kimberley Zimmermann | Natela Dzalamidze Kamilla Rakhimova | 7-6(5), 4-6, [10-4] |
| 2.  | 6 de agosto de 2022      | Washington                | Dura                  | Jessica Pegula       | Anna Kalinskaya Caty McNally        | 6-3, 5-7, [12-10]   |
| 3.  | 5 de marzo de 2023       | Austin                    | Dura                  | Aldila Sutjiadi      | Nicole Melichar Ellen Perez         | 6-4, 3-6, [10-8]    |
| 4.  | 10 de septiembre de 2023 | Abierto de Estados Unidos | Dura                  | Gabriela Dabrowski   | Laura Siegemund Vera Zvonareva      | 7-6(9), 6-3         |
| 5.  | 15 de octubre de 2023    | Zhengzhou                 | Dura                  | Gabriela Dabrowski   | Shuko Aoyama Ena Shibahara          | 6-2, 6-4            |
| 6.  | 16 de junio de 2024      | Nottingham                | Hierba                | Gabriela Dabrowski   | Harriet Dart Diane Parry            | 5-7, 6-3, [11-9]    |
| 7.  | 18 de agosto de 2024     | Cincinnati                | Dura                  | Asia Muhammad        | Leylah Fernandez Yulia Putintseva   | 3-6, 6-1, [10-4]    |
| 8.  | 9 de noviembre de 2024   | Riad                      | Dura (i)              | Gabriela Dabrowski   | Kateřina Siniaková Taylor Townsend  | 7-5, 6-3            |
| 9.  | 6 de abril de 2025       | Charleston                | Tierra batida (verde) | Jeļena Ostapenko     | Caroline Dolehide Desirae Krawczyk  | 6-4, 6-2            |
| 10. | 20 de abril de 2025      | Stuttgart                 | Tierra batida (i)     | Gabriela Dabrowski   | Ekaterina Alexandrova Shuai Zhang   | 6-3, 6-3            |
| 11. | 17 de agosto de 2025     | Cincinnati                | Dura                  | Gabriela Dabrowski   | Guo Hanyu Aleksandra Panova         | 6-4, 6-3            |

#### Finalista (12)
| N.º | Fecha                    | Torneo          | Superficie    | Pareja               | Oponentes en la final              | Resultado           |
| --- | ------------------------ | --------------- | ------------- | -------------------- | ---------------------------------- | ------------------- |
| 1.  | 5 de agosto de 2018      | Washington      | Dura          | Alexa Guarachi       | Xinyun Han Darija Jurak            | 3-6, 2-6            |
| 2.  | 18 de septiembre de 2021 | Luxemburgo      | Dura (i)      | Kimberley Zimmermann | Greet Minnen Alison Van Uytvanck   | 3-6, 3-6            |
| 3.  | 26 de septiembre de 2021 | Ostrava         | Dura (i)      | Kaitlyn Christian    | Sania Mirza Shuai Zhang            | 3-6, 2-6            |
| 4.  | 13 de febrero de 2022    | San Petersburgo | Dura (i)      | Alicja Rosolska      | Anna Kalinskaya Caty McNally       | 3-6, 7-6(5), [4-10] |
| 5.  | 25 de junio de 2022      | Bad Homburg     | Hierba        | Alicja Rosolska      | Eri Hozumi Makoto Ninomiya         | 4-6, 7-6(5), [5-10] |
| 6.  | 9 de octubre de 2022     | Ostrava         | Dura (i)      | Alicja Rosolska      | Caty McNally Alycia Parks          | 3-6, 2-6            |
| 7.  | 24 de septiembre de 2023 | Guadalajara     | Dura          | Gabriela Dabrowski   | Storm Hunter Elise Mertens         | 6-3, 2-6, [4-10]    |
| 8.  | 31 de marzo de 2024      | Miami           | Dura          | Gabriela Dabrowski   | Sofia Kenin Bethanie Mattek-Sands  | 6-4, 6-7(5), [9-11] |
| 9.  | 19 de mayo de 2024       | Roma            | Tierra batida | Coco Gauff           | Sara Errani Jasmine Paolini        | 3-6, 6-4, [8-10]    |
| 10. | 29 de junio de 2024      | Eastbourne      | Hierba        | Gabriela Dabrowski   | Lyudmyla Kichenok Jeļena Ostapenko | 7-5, 6-7(2), [8-10] |
| 11. | 13 de julio de 2024      | Wimbledon       | Hierba        | Gabriela Dabrowski   | Kateřina Siniaková Taylor Townsend | 6-7(5), 6-7(1)      |
| 12. | 12 de agosto de 2024     | Toronto         | Dura          | Gabriela Dabrowski   | Caroline Dolehide Desirae Krawczyk | 6-7(2), 6-3, [7-10] |

## Títulos ITF

### Individuales: 1
| Leyenda             |
| ------------------- |
| Torneos de $100,000 |
| Torneos de $80,000  |
| Torneos de $60,000  |
| Torneos de $25,000  |
| Torneos de $15,000  |

| Finales por superficie |
| ---------------------- |
| Dura (1)               |
| Clay (0)               |
| Hierba (0)             |
| Moqueta (0)            |

| N.º | Fecha                | Torneo                  | Superficie | Oponente        | Resultado |
| --- | -------------------- | ----------------------- | ---------- | --------------- | --------- |
| 1.  | 4 de febrero de 2018 | Sharm El Sheikh, Egipto | Dura       | Nadja Gilchrist | 6–3, 7–5  |

### Dobles: 11
| Leyenda                                           |
| ------------------------------------------------- |
| Torneos de $100,000                               |
| Torneos de $80,000 (2)                            |
| Torneos de $60,000 (1)                            |
| Torneos de $25,000 (5)                            |
| Torneos de $10,000 (1–1) / Torneos de $15,000 (2) |

| Títulos por superficie |
| ---------------------- |
| Dura (6)               |
| Tierra batida (4)      |
| Hierba (0)             |
| Moqueta (0)            |

| N.º | Fecha                  | Torneo                     | Superficie    | Pareja             | Oponentes                                 | Resultado             |
| --- | ---------------------- | -------------------------- | ------------- | ------------------ | ----------------------------------------- | --------------------- |
| 1.  | 1 de octubre de 2016   | Charleston, Estados Unidos | Tierra batida | Andie Daniell      | Quinn Gleason Whitney Kay                 | 6–4, 6–2              |
| 2.  | 5 de noviembre de 2017 | Toronto, Canadá            | Dura(i)       | Alexa Guarachi     | Ysaline Bonaventure Victoria Rodríguez    | 7–6(7–4), 3–6, [10–4] |
| 3.  | 20 de enero de 2018    | Sharm El Sheikh, Egipto    | Dura          | Jade Lewis         | Anastasia Potapova Ekaterina Yashina      | 0–6, 7–5, [10–6]      |
| 4.  | 27 de enero de 2018    | Sharm El Sheikh, Egipto    | Dura          | Jade Lewis         | Berfu Cengiz Jasmina Tinjic               | 6–1, 5–7, [12–10]     |
| 5.  | 17 de marzo de 2018    | Irapuato, México           | Dura          | Alexa Guarachi     | Desirae Krawczyk Giuliana Olmos           | 4–6, 6–2, [10–6]      |
| 6.  | 13 de abril de 2018    | Pelham, Estados Unidos     | Tierra batida | Alexa Guarachi     | Maria Mateas María José Portillo Ramírez  | 6–1, 6–2              |
| 7.  | 21 de abril de 2018    | Dothan, Estados Unidos     | Tierra batida | Alexa Guarachi     | Sofia Kenin Jamie Loeb                    | 6–4, 2–6, [11–9]      |
| 8.  | 5 de mayo de 2018      | Charleston, Estados Unidos | Tierra batida | Alexa Guarachi     | Louisa Chirico Allie Kiick                | 6–1, 3–6, [10–5]      |
| 9.  | 2 de junio de 2018     | Hua Hin, Tailandia         | Dura          | Victoria Rodríguez | Nicha Lertpitaksinchai Peangtarn Plipuech | 7–5, 3–6, [10–6]      |
| 10. | 9 de junio de 2018     | Hua Hin, Tailandia         | Dura          | Victoria Rodríguez | Mana Ayukawa Nina Stadler                 | 6–4, 6–4              |
| 11. | 14 de octubre de 2018  | Toowoomba, Australia       | Dura          | Christie Freya     | Astra Sharma Samantha Harris              | 7-5, 6–4              |